# Fernmeldeturm Lange Sicht
Der Fernmeldeturm Lange Sicht ist ein 90 Meter hoher Fernmeldeturm bei Lüdenscheid im Märkischen Kreis. Er dient dem Richtfunk der DTAG, dem Mobilfunk (D1, D2, E-Plus, O₂) und dem Hörfunk. Er verbreitet das Programm von Radio MK auf der UKW-Frequenz 100,2 MHz mit einer effektiven Strahlungsleistung von 500 Watt.